# 蓬特德赫纳韦
蓬特德赫纳韦，是西班牙安达卢西亚自治区哈恩省的一个市镇。总面积39平方公里，总人口2048人（2001年），人口密度53人/平方公里。